# Helen Reeves
Helen Reeves (ur. 6 września 1980) – brytyjska kajakarka górska. Brązowa medalistka olimpijska z Aten.
Zawody w 2004 były jej jedynymi igrzyskami olimpijskimi. Zajęła drugie trzecie w rywalizacji kajakarek w jedynce. Zdobył dwa brązowe medale mistrzostw świata w rywalizacji drużynowej (2002 i 2003). W 1996 została mistrzynią świata juniorów.